# Ильм (приток Абенса)
Ильм (нем. Ilm) — река в Германии, протекает по административным округам Верхняя Бавария и Нижняя Бавария (земля Бавария). Левый приток Абенса. Речной индекс 1368.
Ильм образуется в коммуне Хильгертсхаузен-Тандерн (район Дахау) в результате слияния нескольких речек, некоторые из которых носят то же название — Ilm. Впадает в Абенс в общине Нойштадт-ан-дер-Донау.
Площадь бассейна Ильма составляет 579,08 км². Длина реки 83,84 км. Высота истока 482 м. Высота устья 350 м.